# Osteobrama bhimensis
Osteobrama bhimensis är en fiskart som beskrevs av Singh och S.S. Yazdani 1992. Osteobrama bhimensis ingår i släktet Osteobrama och familjen karpfiskar. IUCN kategoriserar arten globalt som starkt hotad. Inga underarter finns listade i Catalogue of Life.